# Palazzo Petrucci
Il palazzo Petrucci è uno storico palazzo di Napoli, ubicato in piazza San Domenico Maggiore accanto all'ingresso dell'omonima chiesa, vicino alla centralissima via Spaccanapoli.

## Storia ed architettura
Fu edificato nel primo Quattrocento dai Del Balzo e solo a metà del secolo passò ad Antonello Petrucci. 
Negli anni successivi fu fortemente rimaneggiato dopo l'acquisto della famiglia D'Aquino che assunse la proprietà dell'edificio fino al 1688, quando il terremoto dello stesso anno lo danneggiò gravemente lo stesso fu poi venduto ai governatori del banco del Santissimo Salvatore. Proprio nel corso del XVII secolo furono eseguiti i più drastici interventi di ammodernamento del complesso, portando gli ambienti interni ad adeguarsi alla nuova destinazione d'uso, e allo stile barocco, visibile fino al XIX secolo quando l'architetto Califano operò l'ultima riqualificazione in stile neoclassico, visibile ancora oggi nella facciata principale.
A tale periodo risalgono molti aspetti decorativi dell'interno palazzo, senza radicali modifiche della facciata esterna, infatti in questi anni furono eseguiti molti degli affreschi presenti nel primo e nel secondo piano.

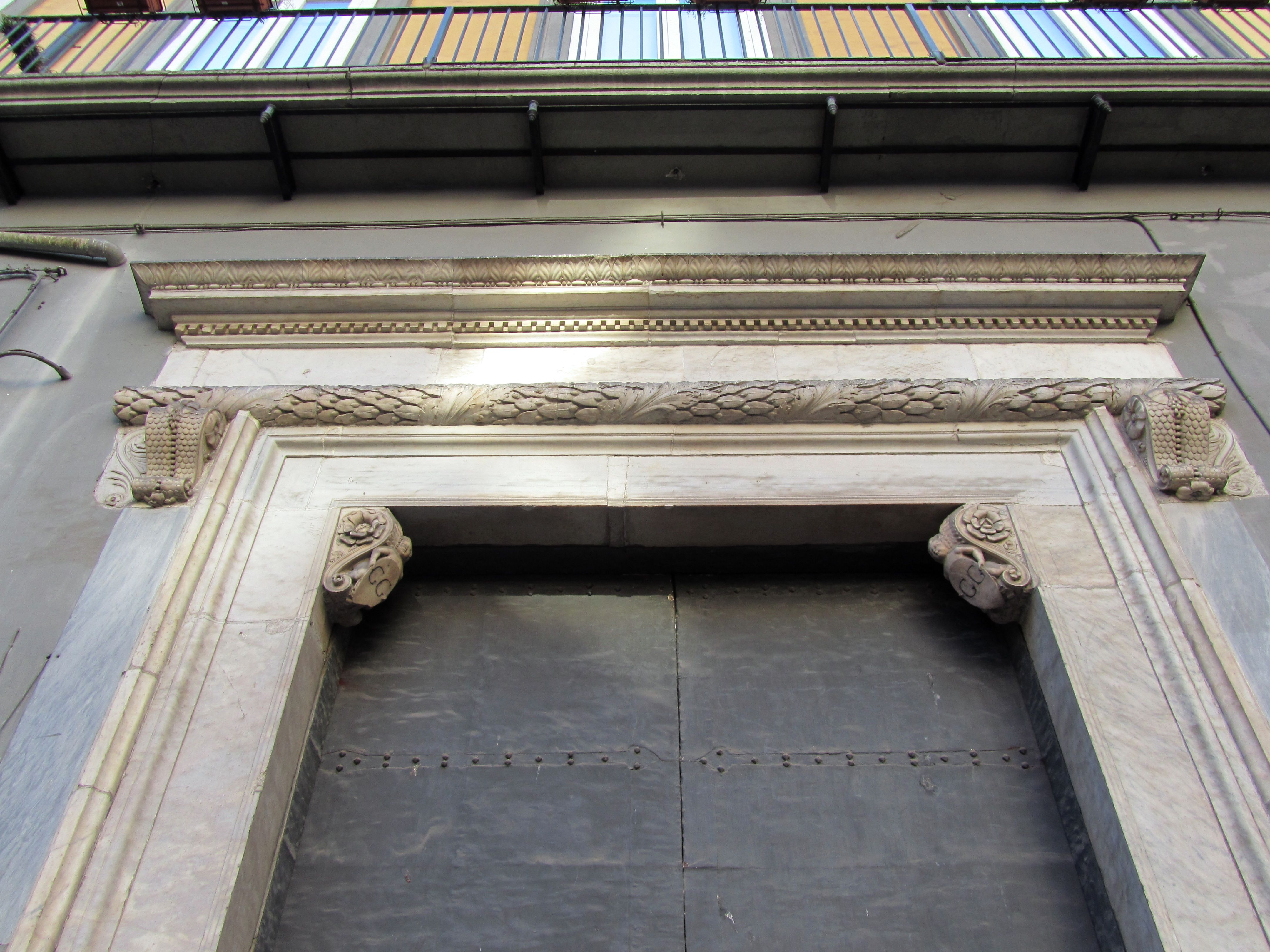
Particolare del portale quattrocentesco

Dopo l'abolizione del banco avvenuta agli inizi del XIX secolo, il palazzo passò allo Stato prima, e di nuovo ad uso come residenza privata dopo. Così furono eseguiti ulteriori lavori, questa volta sia interni che esterni, con la conseguente aggiunta del terzo piano. 
La preziosa testimonianza medioevale si è persa con le trasformazioni barocche e neoclassiche avvenute nel corso dei secoli, ma il portale marmoreo che conserva è tutt'oggi databile al Quattrocento. Attribuito dalla storiografia settecentesca ed ottocentesca ad Angelo Aniello Fiore, esso riproduce motivi ornamentali a foglie di quercia e d'acanto; le logge e l'arco ribassato nell'atrio sono di pura estrazione catalana.

## La famiglia Petrucci
Antonello Petrucci, assumeva un ruolo di particolare rilevanza all'interno della dinastia aragonese, infatti egli, dopo aver ricoperto molte alte cariche, divenne segretario di re Ferrante I, il quale gli conferì il titolo di barone ed altri privilegi feudali. 
Tuttavia, successivamente il Petrucci rimase coinvolto nel 1487 nella cosiddetta congiura dei baroni che ebbe l'epilogo proprio a Napoli all'interno della omonima sala del Maschio Angioino. Scoperto ed arrestato, Antonello Petrucci venne giustiziano alcuni anni dopo.
In Armoriale, il cognome è attestato appartenere a nobile famiglia vissuta a Napoli, Terni-Roma-Viterbo, Cesena, Firenze e Toscana, Pontremoli: